# 特赦箱

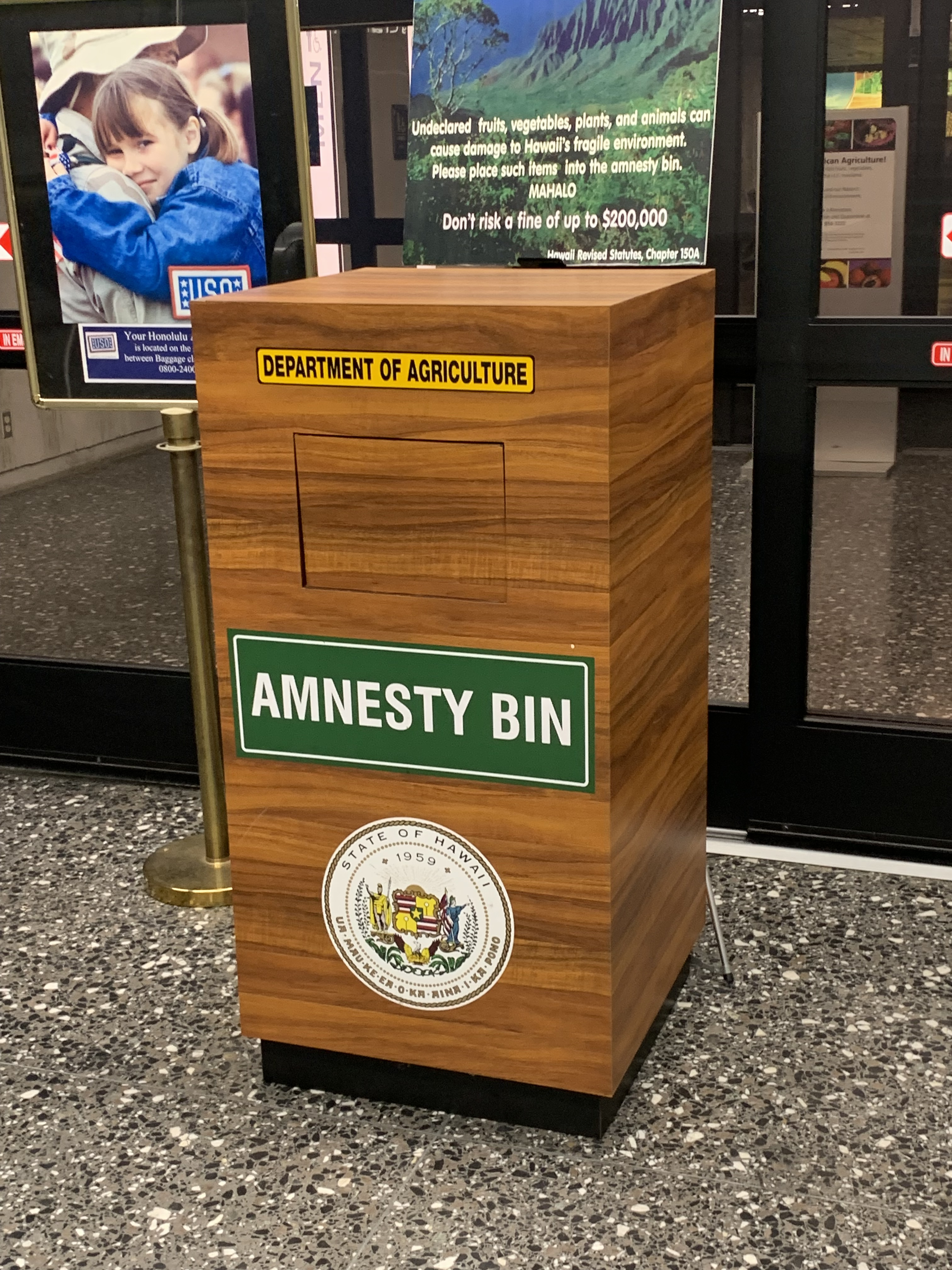
丹尼爾·井上國際機場的特赦箱

特赦箱（英語：Amnesty bin），或特赦盒（英語：Amnesty box）、自弃箱等，是一個容器，物主可以將物品投入其中而不會產生持有這些物品相關的法律後果。特赦箱被用於投放各種物品，包括毒品、武器、水果、入侵物種和動物。亞馬遜公司倉庫還使用一種特赦箱的變體來存放損壞的物品。

## 音樂場所
在歐洲，現今音樂節的一個公共衛生關注點是與毒品有關的死亡事故。有人提議在節日使用特赦箱來存放毒品用以作一種減害取徑；愛爾蘭的一項研究發現，75%的參與者表示，如果他們知道將要接受毒品檢測系統檢查，他們會用利用特赦箱來存放毒品，該系統將提供有關流通中危險藥物的警報。自1999年起，倫敦的一個舞廳要求顧客將他們擁有的任何非法毒品放入特赦箱。在2001年，研究者利用在1998年和1999年間投入特赦箱的物品進行了分析，用作非法藥物消費研究，以確定目前有哪些街頭毒品流行。

## 機場

### 
為了防止某些害蟲和疾病進入該國境內，澳大利亞使用特赦箱用作為果蠅禁區（FFEZ）的一部分。從果蠅禁區外前往墨爾本的旅客被要求將他們攜帶的任何種類水果放入機場的特赦箱。

### 新西兰
在紐西蘭機場，其使用特赦箱和罰金制度來保護這個與世隔絕國家的生物安全。特赦箱印有中文和英文標牌，由紐西蘭初級產業部負責處理。

### 美国

#### 伊利诺伊州芝加哥
2020年，在芝加哥的奧黑爾國際機場和中途國際機場安全檢查站外放置了用於處置大麻的亮藍色特赦箱。這些特赦箱旨在允許離境旅客處置大麻，大麻在伊利諾伊州是合法的，但根據聯邦法律是非法的，這些箱子歸芝加哥航空部所有，並由芝加哥警察局負責處理。

#### 科罗拉多州
在科羅拉多泉機場，安檢入口前的特赦箱允許離境旅客處理大麻，這在科羅拉多州是合法的，但在美國的商業航班上是非法的。這些特赦箱被用來處理大麻食品、電子香煙、霧化器和大麻濃縮物。
另一個大麻特赦箱位於阿斯彭/皮特金縣機場。大多數從機場起飛的航班都降落在丹佛國際機場，那裡禁止使用大麻。帶著大麻離開阿斯彭/皮特金的旅客被指示要麼帶同大麻原機返回起航地，要麼將其放入特赦箱。

#### 夏威夷州

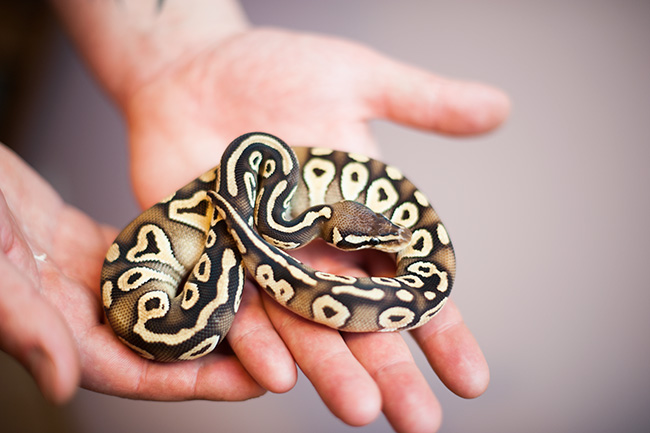
一條小型的球蟒在檀香山特赦箱中發現。

夏威夷的機場为防遭物种入侵而引入特赦箱制度。已填寫農業報關單的抵步旅客，可以將違禁物品放入特赦箱而不用承擔法律後果。根據夏威夷農業部植物檢疫處代理經理稱，每隔幾天就有60至70磅（27至32）的材料被放置在檀香山丹尼爾·井上國際機場的特赦箱中；無蟲害的植物材料可用作農業部設施中被沒收動物的動物飼料，而受污染的材料則被銷毀。2002年，在機場的一個特赦箱中發現了1英尺（30）長的球蟒。據稱這條蛇認為是先被放入暈機袋再投入特赦箱中，隨後從暈機袋中逃脫，因為特赦箱中發現了一個撕裂的暈機袋。這是在歐胡島機場特赦箱中發現的第一隻動物。

#### 内华达州拉斯維加斯
2018年，在拉斯維加斯的麥卡倫國際機場（現在的哈里·瑞德國際機場）人流量大的地方放置了13個綠色特赦箱，用於處理大麻和處方藥。有關部門計劃在亨德森行政機場、北拉斯維加斯機場以及由私營公司運營的哈里·瑞德國際機場區域再安置7個特赦箱。

## 刀具箱
刀具箱可用来匿名處理刀具的物品箱，以免人们觸犯與與刀具有關的刑事罪名。一個刀具特赦箱位於哈克尼區，在2010年代初計起的2年時間之中，有超過1500件武器被放入其中。

## 动物园
中国的北京动物园内设有“喂品自弃箱”，由大号垃圾桶改成。为避免游客向动物乱投喂食物，检票人员如果见到携带食物入园的游客会劝说其将食物投入自弃箱中。

## 亞馬遜公司物流
亞馬遜公司利用特赦箱為履行中心部分分流程序之用。傳輸物品的自動堆垛機會將損壞或無法掃描的物品放入特赦箱，而不是用於分類物品的箱子，從而由人類識別這些物品。對於寄出的物品，工人出於同樣的原因將損壞或無法掃描的物品放入特赦箱；出站物品的自動揀選器也是如此。

### 引用
1. ↑  Ivers, Killeen & Keenan 2021，第1頁.
2. ↑  Ivers, Killeen & Keenan 2021，第5頁.
3. ↑  Ivers, Killeen & Keenan 2021，第5–6頁.
4. ↑  Ramsey et al. 2001，第603頁.
5. ↑  Price, T.V. (编). . Canberra: Australian Centre for International Agricultural Research. 2006: 155. ISBN 1-86320-464-4. OCLC 225200945 （英语）.
6. ↑  Cunningham & King 2021，第106頁.
7. ↑  Cunningham & King 2021，第107頁.
8. ↑  Hines, Morgan; Deerwester, Jayme. . USA Today. 2020-01-10  [2021-12-26]. （原始内容存档于2021-12-29） （美国英语）.
9. ↑  . ABC13 Houston. 2018-03-02  [2021-12-26]. （原始内容存档于2021-12-26） （英语）.
10. ↑  Abraham, Chad. . Aspen Daily News. 2014-07-26  [2021-12-26]. （原始内容存档于2021-12-26） （英语）.
11. ↑  Harriman-Pote, Savannah. . Hawai'i Public Radio. 2021-07-13  [2021-12-26]. （原始内容存档于2021-12-26） （英语）.
12. 1 2  Bernardo, Rosemarie. . Honolulu Star-Bulletin. 2002-07-04  [2021-12-26]. （原始内容存档于2021-12-29） （英语）.
13. ↑  Akers, Mick. . Las Vegas Sun. 2018-02-21  [2021-12-26]. （原始内容存档于2021-12-29） （英语）.
14. ↑  . Islington London Borough Council. 2020-10-16  [2021-12-26]. （原始内容存档于2021-12-29） （英国英语）.
15. ↑  . BBC News. 2013-06-23  [2021-12-26]. （原始内容存档于2021-12-29） （英国英语）.
16. ↑  王斌. . 中青在线. 北京青年报. 2018-08-01  [2022-01-19]. （原始内容存档于2018-08-01）.
17. ↑  Holland & Vickers 2021，第20頁.
18. ↑  Holland & Vickers 2021，第21頁.
19. ↑  Holland & Vickers 2021，第22頁.

### 引用文獻
- Holland, Dominic; Vickers, Tom.  (PDF). Work Futures Research Group (Nottingham Trent University). 2021-11  [2022-01-12]. （原始内容存档 (PDF)于2021-11-28） （英语）.
- Ivers, Jo-Hanna; Killeen, Nicki; Keenan, Eamon. . Irish Journal of Medical Science. 2021-09-20. ISSN 0021-1265. PMC 8452125 . PMID 34545479. doi:10.1007/s11845-021-02765-2 （英语）.
- Cunningham, Una; King, Jeanette. . Niedt, Greg; Seals, Corinne A.  (编). . Bloomsbury Publishing Plc. 2021: 97–115  [2022-01-12]. ISBN 978-1-350-12539-1. S2CID 226324848. doi:10.5040/9781350125391.ch-005. （原始内容存档于2021-12-26） （英语）.
- Ramsey, J. D; Butcher, M. A; Murphy, M. F; Lee, T.; Johnston, A.; Holt, D. W. . BMJ. 2001-09-15, 323 (7313): 603. ISSN 0959-8138. PMC 55576 . PMID 11557708. doi:10.1136/bmj.323.7313.603 （英语）.